# Topònims del Mas de Vilanova
Llistat de topònims del territori de l'antic poble del Mas de Vilanova, o Vilanoveta, de l'antic terme municipal d'Hortoneda de la Conca, actualment integrat en el de Conca de Dalt, del Pallars Jussà, presents a la Viquipèdia.

## Bordes
- Borda de l'Esteve

## Corrals
- Corral de l'Esteve

## Esglésies

### Romàniques
| - Sant Martí de Vilanoveta | - Sant Pere de Vilanoveta |  |  |

## Masies
| - Casa Boer | - Casa Janotet | - Casa Toà |  |

## Geografia

### Boscos
- Bosc de Pessonada

### Clots
- Clotada del Portell

### Corrents d'aigua
| - Llau de Bull-i-bull - Riu de Carreu - Llau del Civadal | - Llau de les Collades, al Mas de Vilanova - Llau de les Collades, a Orcau - Llau de les Comelletes | - Llau de Cotura - Llau Falsa - Llau Gran | - Llau des Greixes - Llau dels Horts - Torrent Salat |

### Diversos
| - Les Arts - Forat des Arts | - Casalots - Les Escabroses | - Lo Riu de Vilanoveta | - Lo Romeral |

### Entitats de població
- El Mas de Vilanova

### Muntanyes
| - Tossal Gros |

### Obagues
| - Obagueta de les Comelletes | - L'Obagueta | - Obaga de Vilanoveta |  |

### Pales
- Pala des Arts

### Partides rurals
| - Bordes - Serra de Boumort - Campana Partida | - Campassos - Lo Civadal - Serrat de les Comelletes | - Les Greixes - Les Collades de Baix - Horts de Llau Falsa | - Obés - Peira - Seix |

### Planes
- Planell de les Bruixes

### Serres
| - Serrat de les Comelletes - Costa Gran | - Serrat Gros - Serrat de la Guàrdia | - Serra de Montagut | - Serrat del Qüell |

### Solanes
- Lo Solà

### Vies de comunicació
| - Camí de les Collades | - Pista de Sant Corneli |  |  |